# Wh
Wh – dwuznak występujący w języku angielskim, w którym oznacza [w] (kiedyś [ʍ], obecnie taka wymowa zachowała się tylko w kilku dialektach) oraz w maoryskim, w którym zwykle oznacza f (choć w niektórych dialektach może być wymawiany jako dźwięk zbliżony do ł).